# NGC 1514
NGC 1514 är en planetarisk nebulosa belägen i stjärnbilden Oxen norr om stjärnan Psi Tauri vid gränsen till Perseus. Avstånduppskattningarna för NGC 1514 varierar brett, i ett område på 650-980 ljusår (200-300 pc) anset som mest rimligt.
Den upptäcktes av William Herschel den 3 november 1787. Han beskrev den som "ett mycket ovanligt fenomen" och tvingades att ompröva sina idéer om himlens uppbyggnad. Fram till denna punkt var Herschel övertygad om att alla nebulosor bestod av massor av stjärnor som var för avlägsna för att kunna upplösa, men här var nu en enda stjärna "omgiven av en svagt lysande atmosfär". Han avslutade: "Vår bedömning kan jag våga säga, kommer att vara, att nebulositeten kring stjärnan inte är av stjärnklar natur."

## Egenskaper
NGC 1514  är en dubbelskalnebulosa som beskrivs som "en ljus rund amorf PN" med en radie på ca 65 bågsekunder och en svag halo som har en radie på 90 bågsekunder. Den består av ett yttre skal, ett inre skal och ljusa blobbar. En alternativ beskrivning är en "knölig nebulosa som består av talrika små bubblor" med en något filamentär strukturerar i det yttre skalet. Observationer i infraröd våglängd visar en enorm region av stoft som omger den planetariska nebulosan och sträcker sig över 8,5 ljusår (2,6 pc). Gasens och stoftets sammanlagda massa uppskattas till 2,2 ± 1,4 solmassor.
Nebulosan härstammar från en dubbelstjärna med beteckningen HD 281679. Den ljusa, synliga komponenten är en jättestjärna på den horisontella jättegrenen med en spektralklass av A0 III, medan nebulosans genererande följeslagare nu är en varm, underluminös O-stjärna. Under bildandet av nebulosan delade paret ett gemensamt skal och hade en omloppsperiod på ca 4 - 9 dygn. Primärstjärnan hade en massa uppskattad till 4,5 solenmassor. När föregångaren gick in i sin tidiga asymtotiska jättegrenfas och expanderade för att fylla sin rochelob, inträffade massöverföring och paret gick i spiral inåt genom att överföra sin omloppsenergi till det expanderande skalet.